# Cirrhilabrus cenderawasih
Cirrhilabrus cenderawasih Allen & Erdmann, 2006 è un pesce d'acqua salata appartenente alla famiglia Labridae che proviene dall'oceano Pacifico occidentale.

## Distribuzione e habitat
Proviene dalle barriere coralline della Baia Cenderawasih, in Indonesia. Nuota tra i 22 e i 60 m di profondità, ma di solito non si trova al di sopra dei 35.

## Descrizione
Presenta un corpo compresso lateralmente, non particolarmente alto o allungato, con la testa dal profilo abbastanza appuntito e gli occhi grandi. La lunghezza massima registrata è di 6,5 cm per i maschi e 4,7 cm per le femmine.
Il colore predominante è sempre il rosa, sia nei maschi che nelle femmine. Le seconde sono completamente di quel colore con una macchia sul peduncolo caudale. I maschi adulti, invece, hanno diverse macchie nere sul dorso e una striscia gialla sui fianchi. Le pinne sono gialle con striature azzurre.
Somiglia abbastanza a Cirrhilabrus walindi.

## Biologia

### Comportamento
Di solito nuota in banchi che sono composti da 10-20 esemplari, dei quali la maggioranza sono femmine; infatti gli esemplari maschili difficilmente sono più di 5.

### Alimentazione
Come la maggior parte dei suoi congeneri si nutre di zooplancton.

## Conservazione
Questa specie non è particolarmente comune negli acquari e la maggior parte del suo areale coincide con un'area marina protetta, quindi viene classificata come "a rischio minimo" (LC) dalla lista rossa IUCN.